# ひまわり5号
ひまわり5号（略称GMS-5 Geostationary Meteorological Satellite-5）は、宇宙開発事業団 (NASDA) が打ち上げた静止気象衛星である。開発・製造は日本電気が担当した。
宇宙からの気象観測及び世界気象機関による地球大気開発計画（GARP）の一翼を担う。

## 打ち上げ
平成7年（1995年）3月18日にH-IIロケット3号機でフリーフライヤ (SFU) と同時に種子島宇宙センターから打ち上げられた。

## 目的
従来の「ひまわり」シリーズ同様、地球の大気、地面・海面の状態を観測し、台風・低気圧の発生や動きなどといったデータを得る事が目的。
また、観測データの配信、ブイ・船舶・離島観測所などからの気象観測データの収集、船舶の非常用位置指示無線標識装置が発する遭難信号を中継し、捜索救難活動に利用する実験なども目的としている。

## 運用状況
打ち上げ後、1995年6月21日から気象庁によって運用が開始され、観測データを地上に送信していた。送信されたデータはデータ処理を行い画像データにされたのち、各利用者に配信された。
他国では搭載されていたが、日本の衛星ではこの衛星から、水蒸気(IR3)の観測センサーを搭載した。
基本的な運用形態は、GMS-3以降と大きな違いはない。また、春分と秋分の時期に発生する衛星食による観測の中断もあった。大きな故障などがなく安定した運用がなされた。
本来ひまわり5号の設計寿命は5年のはずだったが、後継機「運輸多目的衛星1号機」の打ち上げが1999年11月15日に失敗したことで、設計寿命を大幅にこえる8年間もの間運用され続けた。しかし搭載カメラの老朽化と、静止軌道を保つための姿勢制御用の燃料の残りが少なくなったため、2003年5月22日に待機モードに移行し、2005年6月28日の「ひまわり6号」の運用開始まで、米国の気象衛星「GOES-9」による代替運用が行われた。
ひまわり5号は待機モード移行後、GOES-9の画像データの配信を行っていたが、ひまわり6号が定常運用段階に入ったのを受け、2005年7月21日に停波作業を実施し、正式に運用を終了した。

## 衛星画像利用者への影響
MTSATの打ち上げ失敗を受け、GOESの画像を受信する必要が生じたことから、日本のみならず他国の気象機関は、GMS-5での中継能力に障害が出た場合に備え、GOESのGVAR情報を受信するための受信装置を、一時的にレンタルで借りるなどといったことが実際に行われた。
日本では、受信装置を気象衛星センター内に設置して2003年4月から受信を開始、GOESのGVAR画像を地球シミュレーターを使ってGMSのVISSRフォーマットにコンバートし、GMS-5経由でユーザーに配信した。
近隣諸国では、早いところでは2003年3月にGOES-GVAR受信装置をレンタルで借り、5月22日の運用にあわせて受信を本格的に開始。韓国も2003年7月にはGVAR受信装置を借りてきて、実際に受信を行った。
画像の品質は、日の出入り時刻頃を中心に、可視画像のノイズ混入の程度が著しく、特に濃度の薄い雲やディテールを要する対流雲の高さなどの推定に問題が生じている。
また、波長による違いで最も影響を受ける、長波長放射量、海面水温情報、降水量関係は、GOESで運用されている間、観測情報がこれまでのGMSと比較できないなどの理由から、統計処理は行われていない。